# Colli Orientali del Friuli Picolit
Colli orientali del Friuli Picolit è la denominazione di origine controllata e garantita di un vino bianco prodotto in provincia di Udine.

## Zona di produzione
La zona di produzione delle uve comprende le aree vitate presenti nei comuni di Attimis, Buttrio, Cividale del Friuli, Corno di Rosazzo, Faedis, Magnano in Riviera, Manzano, Moimacco, Nimis, Povoletto, Premariacco, Prepotto, Reana del Rojale, Remanzacco, San Giovanni al Natisone, San Pietro al Natisone, Tarcento, Tricesimo e Torreano.
La sottozona "Cialla" è limitata alla parte settentrionale del comune di Prepotto, confinante con Cividale del Friuli.

## Storia
Il vitigno è antichissimo, ma l'origine del suo nome è incerta; la maggior parte delle fonti lo considera derivato dalle dimensioni degli acini e dalla scarsa produttività. Se ne intuisce l'esistenza già in epoca romana. Il vino inizia a essere apprezzato nel XVIII secolo, citato da Andrea Zucchini nel 1790, dall'agronomo Antonio Zanon nel 1767, da Francesco Maria Malvolti nel 1772 e Lodovico Otellio nel 1761.
La ragione di una così improvvisa notorietà è dovuto al successo commerciale ottenuto presso le corti europee dal parte del conte Fabio Asquini di Fagagna, che a metà del secolo impiantò nella sua tenuta di Fagagna uno dei primi vigneti specializzati del Friuli e avviò la produzione del Picolit, commercializzandolo come"vino di lusso".
Con la morte di Asquini iniziò un lungo e lento declino, fino alla rinascita grazie alla famiglia Perusini, che a Ipplis di Premariacco, nel castello di Rocca Bernarda, sviluppò e migliorò le tecniche vitivinicole e la commercializzazione.
Nell'Ottocento il Picolit viene descritto da Odars nel 1849, Agazzotti nel 1867 e Di Rovasenda nel 1877.

## Tecniche di produzione
I terreni appartengono al "Flysch di Cormòns", un'alternanza di strati di marne e arenarie chiamato "ponca" in friulano ; su questi terreni sono sorti nei secoli i tipici terrazzamenti che ospitano il vigneto.
Le forme sono spesso i guyot monolaterali oppure bilaterali e la cappuccina.
Le operazioni di cantina devono essere effettuate all'interno della zona di produzione; a salvaguardia dei diritti precostituiti, son autorizzate alcune aziende site nella provincia di Udine e nel Collio.
Per la sottozona "Cialla" le operazioni suddette solo nella zona di produzione e nel comune di Prepotto.
Le uve possono venire appassite sulla pianta, su graticci, in cassette e in locali a ventilazione forzata.
Sono consentite vinificazione e affinamento in botti di legno.
L'indicazione dell'annata di produzione delle uve è obbligatoria; le bottiglie devono avere il tappo di sughero.
La sottozona "Cialla" prevede anche la menzione Riserva; in etichetta l'indicazione della sottozona non può essere più grande della denominazione.

## Disciplinare
La DOC è stata approvata con DPR 20.07.1970 G.U.247

La DOCG è stata riconosciuta con DM 30.03.2006 G.U. 83

Successivamente il disciplinare ha subito le seguenti modifiche:
- DM 26.05.2010 G.U. 144
- DM DM 30.11.2011 Pubblicato sul sito ufficiale del Mipaaf

La versione in vigore è stata approvata con DM 07.03.2014 pubblicato sul sito ufficiale del Mipaaf
Il Picolit fu una tipologia dei vini Colli Orientali del Friuli dal 1970 al 2006; in questo periodo comprendeva anche la sottozona "Rosazzo", successivamente riconosciuta anch'essa come DOCG autonoma.

## Tipologie

### Picolit
|                                | Picolit                                            | Cialla                  |
| uvaggio                        | Picolit 85% minimo; altre uve bianche 15% massimo1 | Picolit 100%            |
| titolo alcolometrico minimo    | 15,00%                                             |                         |
| acidità totale minima          | 4,00 g/l.                                          |                         |
| estratto secco minimo          | 26,00 g/l                                          |                         |
| resa massima di uva per ettaro | 40 q.                                              |                         |
| resa massima di uva in vino    | 55%                                                |                         |
| invecchiamento                 | 1 anno                                             | 2 anni (riserva 4 anni) |

1È vietato l'utilizzo di Traminer aromatico

#### Caratteristiche organolettiche
Il vino presenta varie tonalità dal giallo all'ambrato; il profumo è elegante e ricorda i favi colmi di miele: il bouquet è ampio, elegante, straordinariamente amalgamato, che dona con preminenza dei fiori di campo. Sapore peculiare che offre sensazioni prolungate e cangianti, perfettamente equilibrato.